# Консервативна народна партия на Естония
Консервативна народна партия на Естония (на естонски: Eesti Konservatiivne Rahvaerakond) е радикална национално-консервативна политическа партия във Естония с председател Март Хельме. Партията се противопоставя на мултикултурализма, имиграцията, глобализацията и марксизма.
Партията поддържа тесни връзки с други подобни формации в Северна Европа. Близки контакти организацията поддържа с украинските националисти.
На изборите през 2015 година Консервативна народна партия на Естония увеличава резултата си, получавайки 8,1% от гласовете и 7 места в Рийгиког.